# Berkman Klein Center for Internet & Society
Le Berkman Center for Internet & Society (littéralement « Centre Berkman pour l'Internet et la société ») est un centre de recherche à l'université Harvard qui traite essentiellement sur l'étude du cyberespace. Créé au sein de la faculté de droit de Harvard, le centre était traditionnellement focalisé sur des questions légales en rapport avec Internet. En mai 2008, le centre est promu à une initiative interfacultaire de l'université Harvard dans son ensemble. Il est baptisé en l'honneur de la famille Berkman, à qui appartenait l'entreprise The Associated Group (vendu plus tard à Liberty Media).